# Joseph Fayard
Pour les articles homonymes, voir Fayard.
Joseph Albin Fayard (1816-1908) est un homme politique français. Il est sénateur de la Drôme de 1885 à 1908.

## Biographie
Joseph Fayard naît le 2 avril 1816 à Metz, en Moselle. Maire de Chabeuil, conseiller général et président de la commission départementale, Joseph Fayard devient sénateur de la Drôme en 1885. Il gardera son siège au Sénat jusqu'en 1908. Il est alors inscrit au groupe de la Gauche démocratique. De 1905 à 1908, il est le doyen d'âge du Sénat, et préside la séance de rentrée la 10 janvier 1905. Il s'occupe essentiellement des questions agricoles et de l'aménagement du Rhône. 
Joseph Fayard décéda le 28 janvier 1908 à Paris.

## Sources